# Tramwaje w Słupsku

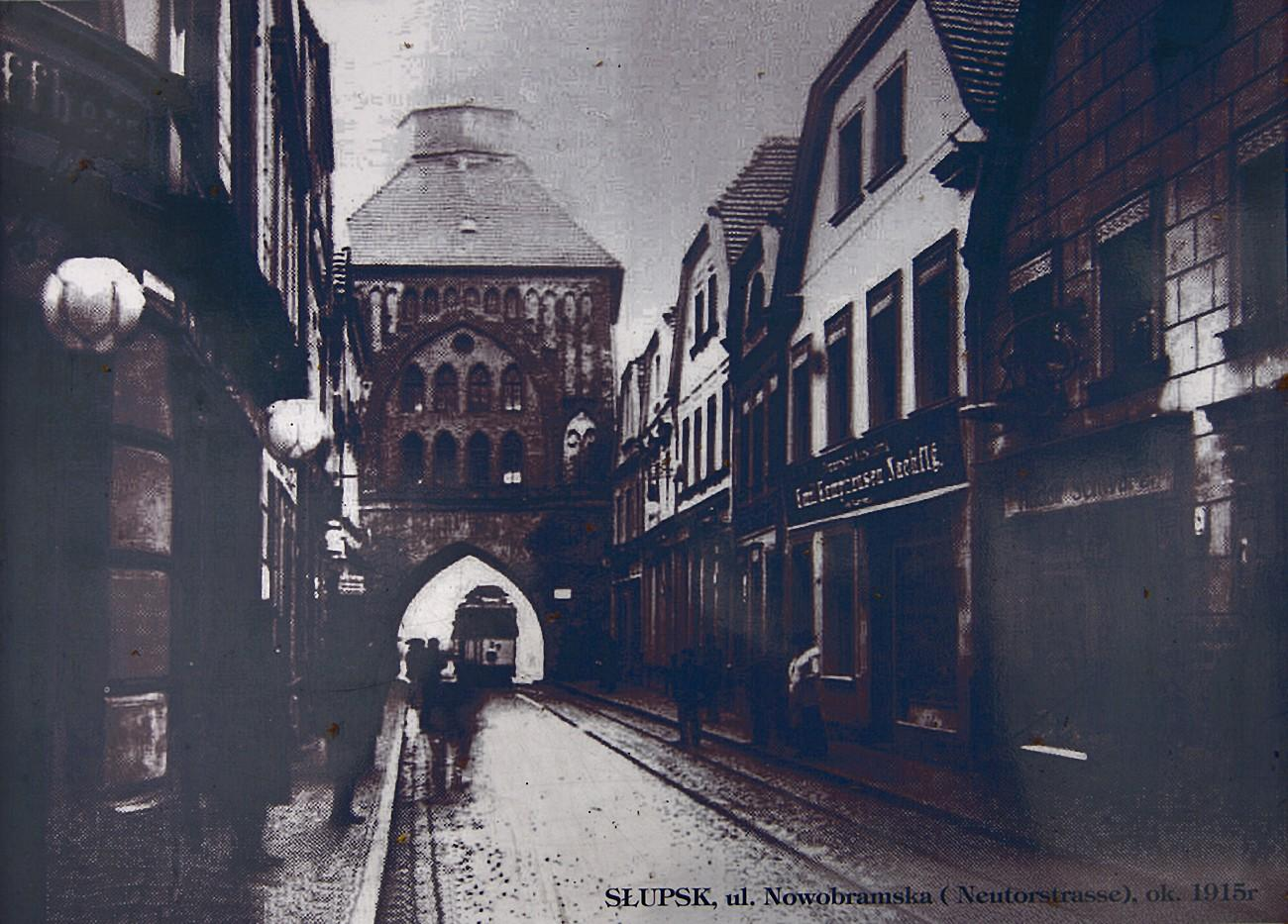
Tramwaj na starym mieście w 1915 r.

Tramwaje w Słupsku – system tramwajowy działający w Słupsku w latach 1910–1959.

## Lata 1910–1945
Plany wybudowania w Słupsku sieci tramwajowej sięgają początków XX wieku. Projektowano wówczas sieć elektrycznych kolejek, łączących obiekty wojskowe w obecnej dzielnicy Westerplatte z dworcem kolejowym.
Budowę torowisk oraz zajezdni rozpoczęto w roku 1909, pierwsze linie uruchomiono natomiast w 1910. Inwestycja kosztowała miasto 350 000 ówczesnych marek. Za te pieniądze m.in. wzmocniono most Kowalski na rzece Słupi. Całość prac wykonały zakłady Siemens-Schuckertwerke, one zadbały także o wyposażenie pojazdów.
Początkowo działały dwie linie, oznaczone kolorami:
|  | Bahnhof (dworzec) – Bahnhofstraße (Wojska Polskiego) – Ringstraße (Łajming) – Neutorstraße (Nowobramska) – Markt (Rynek) – Schmiedestraße (Kowalska) – Wilhelmstraße (Armii Krajowej) – Quebbenstraße (Henryka Pobożnego) – Chausseestraße (Garncarska) – Sandberg (Wiejska) – Blücherstraße (Bohaterów Westerplatte) – Kaserne (koszary). |
|  | Bahnhof (dworzec) – Bahnhofstraße (Wojska Polskiego) – Ringstraße (Łajming) – Neutorstraße (Nowobramska) – Markt (Rynek) – Schmiedestraße (Kowalska) – Wilhelmstraße (Armii Krajowej) – Blumenstraße (Partyzantów) – Präsidentenstraße (Kilińskiego) – Kassuberstraße (Kaszubska) – Waldkater (Lasek Północny).                            |

Obie linie łączyły się na Rynku (Markt) z torowiskiem prowadzącym do zajezdni przy ulicy Amtstraße (Kopernika) 18.
W 1913 dokonano znacznej rozbudowy torowisk – zbudowano nowe tory na Langestrasse (Mostnika), Schlawerstraße (Szczecińska) i Bütowerstraße (Poznańska), tor z koszar przedłużono w ulice Husarenstrasse (Mierosławskiego) i Walkmühlen Weg (później drogę przemianowano na Mackensenstrasse, Arciszewskiego), zbudowano drugi tor na Bahnhofstraße (Wojska Polskiego) oraz nowy tor wzdłuż Bismarckplatz (aleje Sienkiewicza). Dzięki rozbudowie torowiska było możliwe uruchomienie nowej linii – niebieskiej. W tym roku rozbudowano także zajezdnię. Rozbudowa w 1913 kosztowała prawie 600 000 marek.
Trudna sytuacja gospodarcza po I wojnie światowej doprowadziła do czasowego ograniczania, a nawet całkowitego zawieszenia (od grudnia 1922 do połowy 1924) przewozów tramwajowych.
W 1925 sieć tramwajowa składała się z trzech linii:
|  | Bahnhof (dworzec) – Bahnhofstraße (Wojska Polskiego) – Ringstraße (Łajming) – Neutorstraße (Nowobramska) – Markt (Rynek) – Schmiedestraße (Kowalska) – Wilhelmstraße (Armii Krajowej) – Quebbenstraße (Henryka Pobożnego) – Chausseestraße (Garncarska) – Sandberg (Wiejska) – Blücherstraße (Bohaterów Westerplatte) – Kaserne (koszary) – Mackensenstrasse (Arciszewskiego). |
|  | Schlawerstraße (Szczecińska) – Hospitalstraße (Tuwima) – Stephanplatz (Plac Zwycięstwa) – Neutorstraße (Nowobramska) – Markt (Rynek) – Wilhelmstraße (Armii Krajowej) – Blumenstraße (Partyzantów) – Präsidentenstraße (Kilińskiego) – Kassuberstraße (Kaszubska) – Waldkater (Lasek Północny).                                                                                |
|  | Bahnhof (dworzec) – Bahnhofstraße (Wojska Polskiego) – Bismarckplatz (aleje Sienkiewicza) – Holstentorstraße (Grodzka) – Markt (Rynek) – Langestraße (Mostnika) – Mönchstraße (Dominikańska) – Bütowerstraße (Lutosławskiego i Poznańska) – Bütower Chaussee (Poznańska). |

Nierentowna linia niebieska była w 1925 nadal zawieszona i nie została już nigdy uruchomiona, a ostatecznie zlikwidowana w 1929.
W tym okresie sieć tramwajowa była najdłuższa, łączna długość torów wyniosła około 10 km. Tramwaje kursowały co siedem i pół minuty na każdej linii. Do II wojny światowej sieć tramwajowa nie rozwijała się już radykalnie, choć była modernizowana, a niektóre linie nieznacznie wydłużono.
Tabor przedwojenny pochodził z zakładów Waggonfabrik Gottfied Lindner A.G. w Halle-Ammendorf.

## Lata 1945–1959

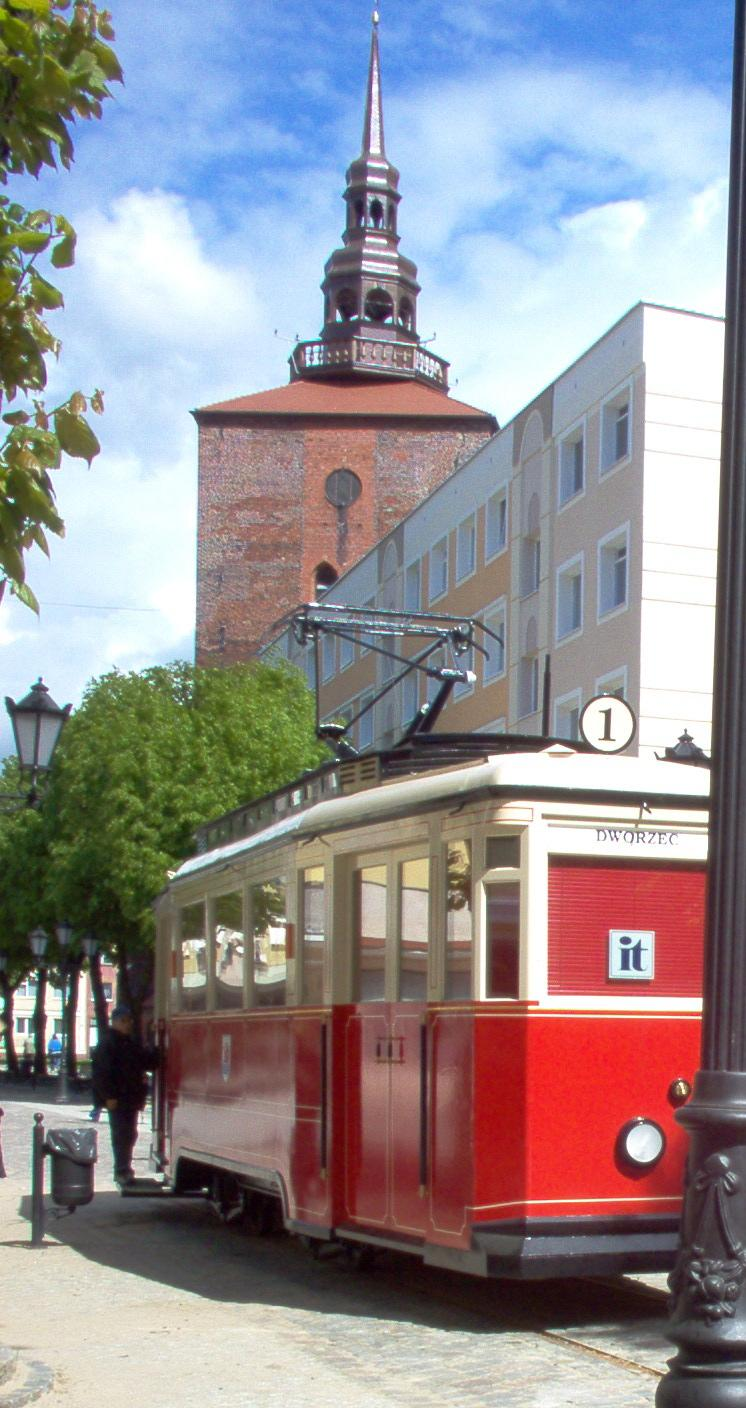
Zabytkowy tramwaj typu 2N2 przy ul. Nowobramskiej

Po zajęciu miasta przez Armię Czerwoną przywrócono częściowo ruch tramwajowy. W pierwszych latach powojennych uruchomiono dwie linie, zlikwidowano oznaczenia kolorystyczne i wprowadzono numerację.
- Linia czerwona otrzymała numer 1 – kursowała bez zmian od dworca kolejowego do koszar w dzielnicy Westerplatte
- Linia zielona – numer 2, również bez zmian – kursowała od ulicy Szczecińskiej do ul. Kaszubskiej (na wysokości hotelu „Et Cetera”).

| Linia | Trasa |
| ----- | --- |
|       | Dworzec – Wojska Polskiego – Łajming – Nowobramska – Rynek – Kowalska – Armii Krajowej – Henryka Pobożnego – Garncarska – Wiejska – Bohaterów Westerplatte – Arciszewskiego |
|       | Szczecińska – Tuwima – Nowobramska – Rynek – Armii Krajowej – Partyzantów – Kilińskiego – Kaszubska – Lasek Północny                                                        |

Zakupiono również w Chorzowie sześć nowych wozów Konstal 2N2.
Nierentowność linii oraz problemy jakie stwarzały tramwaje na wąskich uliczkach, doprowadziły do zamknięcia komunikacji tramwajowej 16 marca 1959. Wagony 2N2 przekazano do Bydgoszczy, czterookienne Lindnery po wyremontowaniu przez pracowników warsztatów rozdysponowano do kilku miast np. 3 sztuki do Olsztyna, minimum jeden do Grudziądza oraz jeden lub dwa do Elbląga, natomiast pozostałe poniemieckie Lindery zostały zlikwidowane (żadne miasto nie chciało przyjąć tak wyeksploatowanych wozów).
Pamiątką po słupskich tramwajach jest odrestaurowany wagon przy ulicy Nowobramskiej, w którym mieści się sezonowy punkt informacji turystycznej. Zbudowany został na bazie powojennego tramwaju otrzymanego z Elbląga, upodobniony nieco do tramwaju przedwojennego, choć wzorowany jest raczej na wagonach warszawskiej firmy Lilpop, Rau i Loewenstein, a nie przedwojennych tramwajach firmy Lindner. Postawiony został w kwietniu 2004 przy ulicy, którą niegdyś kursowały tramwaje. W 2013 roku dokonano gruntownego remontu.
Zachowało się ponadto kilkanaście słupów trakcyjnych przy ulicy Arciszewskiego i Kaszubskiej oraz ponad dwadzieścia zaczepów do lin nośnych trakcji (znajdujących się na murach domów, bram i kościołów), które jednak podczas remontów elewacji budowli są systematycznie likwidowane.